# Sporobolus minimus
Sporobolus minimus är en gräsart som beskrevs av Thomas Arthur Cope. Sporobolus minimus ingår i släktet droppgräs, och familjen gräs. Inga underarter finns listade i Catalogue of Life.